# Epipagis citrinalis
Epipagis citrinalis is een vlinder uit de familie van de grasmotten (Crambidae), uit de onderfamilie van de Spilomelinae. De wetenschappelijke naam van deze soort is voor het eerst voorgesteld als Sameodes citrinalis door George Francis Hampson in een publicatie uit 1899.
De soort komt voor in Dominica.